# Superintendentura Bydgoszcz Ewangelickiego Kościoła Unijnego
Superintendentura Bydgoszcz Ewangelickiego Kościoła Unijnego – jednostka organizacyjna Ewangelickiego Kościoła Unijnego w Polsce istniejąca w okresie II Rzeczypospolitej i obejmująca grupę gmin kościelnych (zborów) czyli parafii tego Kościoła, mająca siedzibę w Bydgoszczy. Obok niej istniała także Superintendentura Bydgoszcz II Ewangelickiego Kościoła Unijnego.

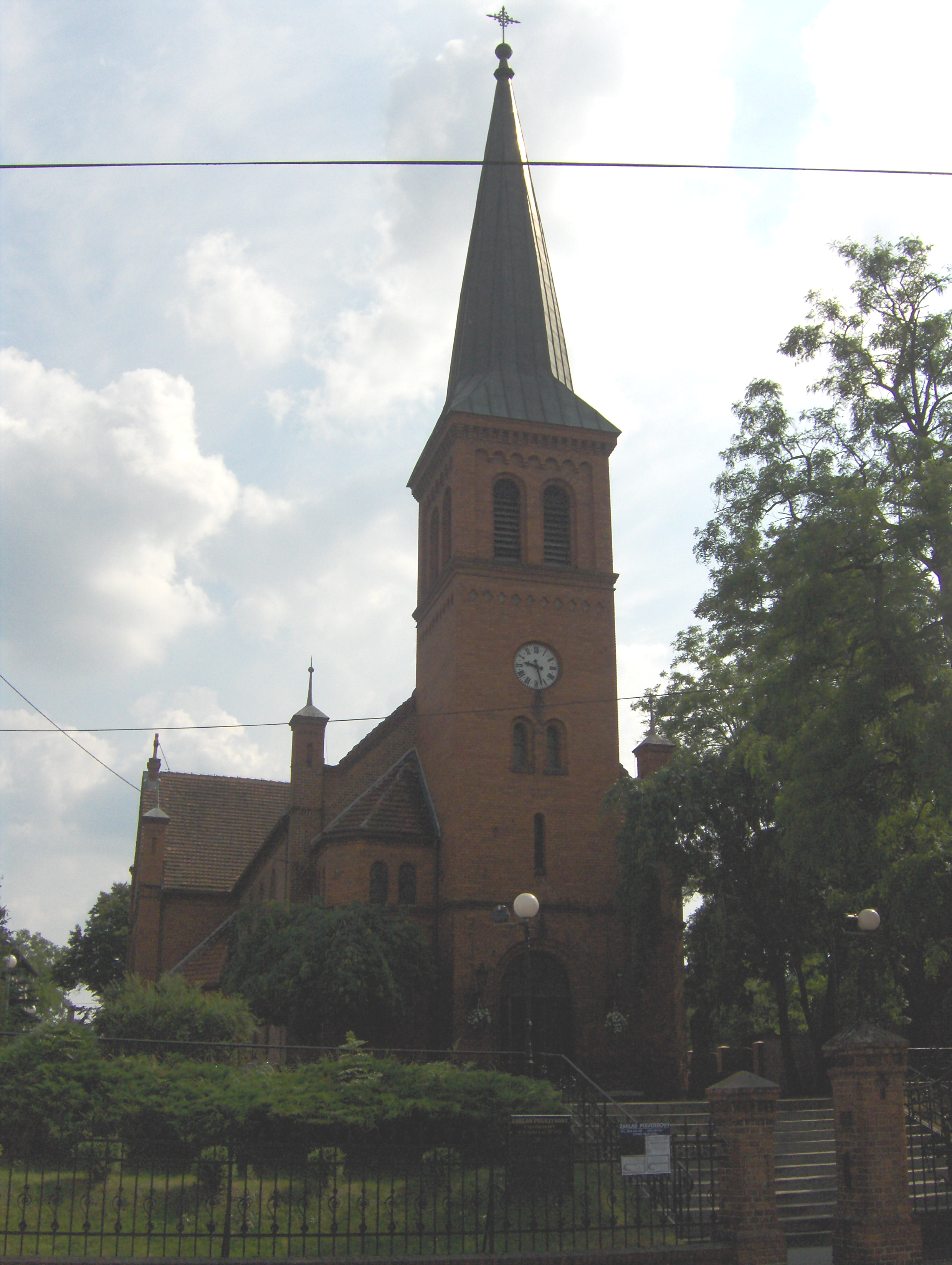
Dawny kościół ewangelicki w Solcu Kujawskim, obecnie katolicki kościół Najświętszego Serca Pana Jezusa

## Dane statystyczne
| Parafia                         | Liczba wiernych (1937) |
| ------------------------------- | ---------------------- |
| Małe Bartodzieje pow. Bydgoszcz | 576                    |
| Bydgoszcz                       | 6189                   |
| Szretery pow. Bydgoszcz         | 338                    |
| Fordon pow. Bydgoszcz           | 850                    |
| Osielsko pow. Bydgoszcz         | 637                    |
| Otorowo-Łęgnowo pow. Bydgoszcz  | 800                    |
| Wilczak pow. Bydgoszcz          | 440                    |
| Bydgoszcz Okole                 | 490                    |
| Czyżkówko pow. Bydgoszcz        | 220                    |
| Solec Kujawski pow. Bydgoszcz   | 1000                   |
| Szwederowo pow. Bydgoszcz       | 450                    |
| Sienno pow. Bydgoszcz           | 900                    |
| Włóki pow. Bydgoszcz            | 700                    |